# Меморијални природни споменик Меморијални комплекс Зенељ Хајдини
Меморијални природни споменик Меморијални комплекс „Зенељ Хајдини“ се налази у близини села Рамљане, на територији општине Витина на Косову и метохији. На том месту формиран је партизански одред под називом „Зенељ Хајдини“. За меморијални комплекс је проглашен 1982. године.

## Решење - акт о оснивању
Решење бр. 011-84 - СО Витина.